# Vieux-Port de Montreal

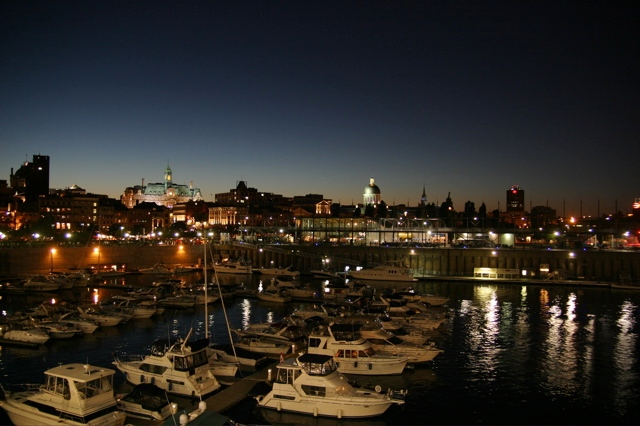
El Vieux-Port de Montreal, de noche.

El Vieux-Port (Viejo Puerto) de Montreal (Quebec) está situado en el barrio del Vieux-Montreal.
Antaño puerto principal de Montreal, hoy tiene una finalidad fundamentalmente turística. 

## Muelles
Los muelles (quais) del Vieux-Port de Montreal son, de oeste a este:
- Quai Alexandra
- Quai Roi-Édouard
- Quai Jacques-Cartier